# Pfarrkirche Weer

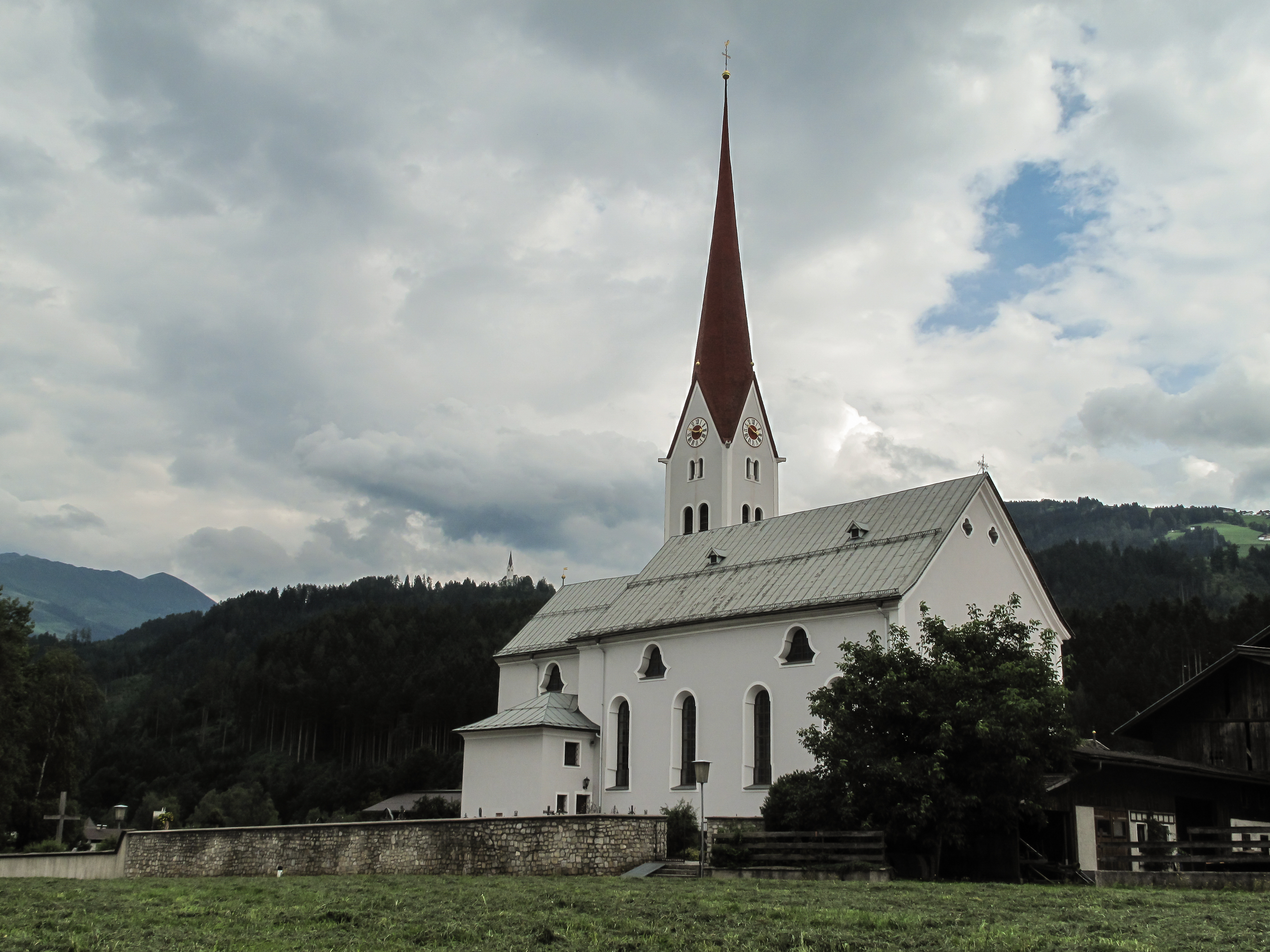
Katholische Pfarrkirche hl. Gallus in Weer

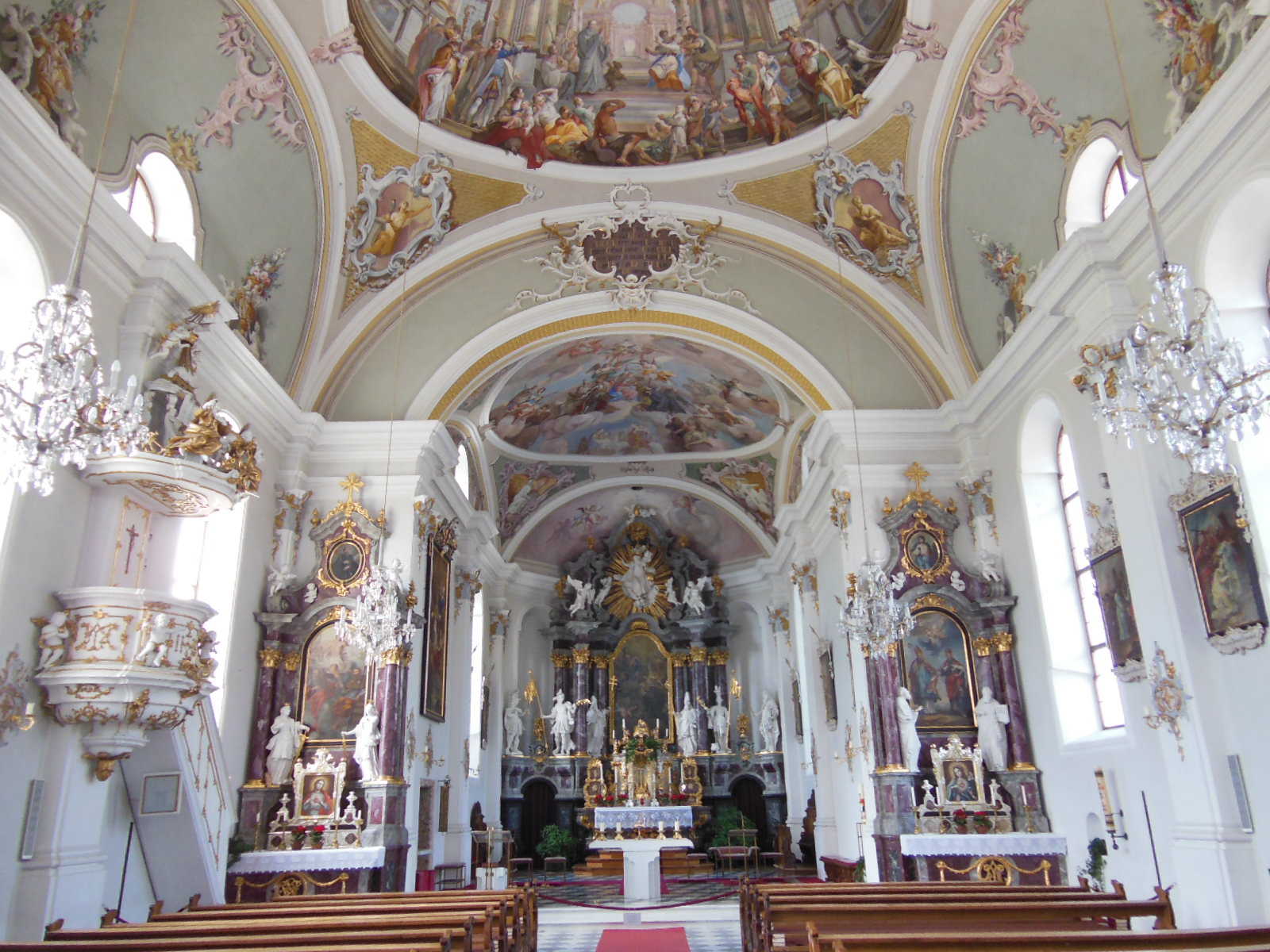
Langhaus, Blick zum Chor

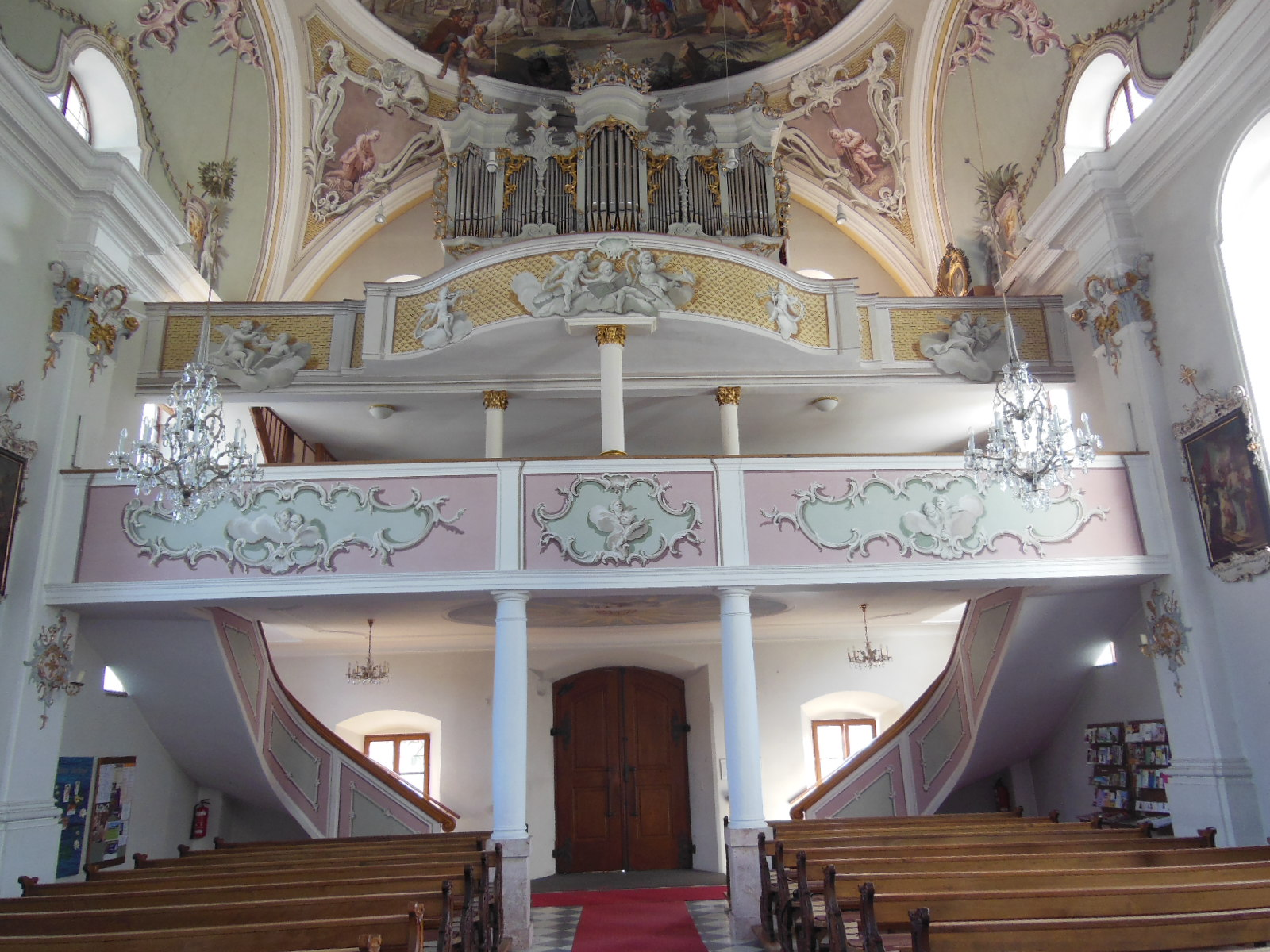
Langhaus, Blick zur Empore

Die römisch-katholische Pfarrkirche Weer steht am östlichen Rand des Dorfes in der Gemeinde Weer im Bezirk Schwaz im Bundesland Tirol. Die dem Patrozinium des hl. Gallus unterstellte Pfarrkirche gehört zum Dekanat Schwaz in der Diözese Innsbruck. Die Kirche steht unter Denkmalschutz (Listeneintrag).

## Geschichte
Eine Kirche in Weer wird erstmals 1265 erwähnt, als diese zusammen mit den anderen Filialkirchen der Mutterpfarre Kolsass dem Kloster Fiecht inkorporiert wurde. Die charakteristische Lage am Ostrand des Dorfes und das Patrozinium des hl. Gallus deuten darauf hin, dass die Kirche in der mittleren Welle der iroschottischen Mission gegründet wurde. Vermutlich handelte es sich um eine Eigenkirche aus der bajuwarischen Landnahmezeit um die Mitte des 8. Jahrhunderts. Bei Grabungen durch Wilhelm Sydow im Jahr 1991 wurden Fundamente einer rund 7,5 m langen und 3,5 m breiten Saalkirche mit nicht eingezogener Apsis vermutlich aus dem 8. Jahrhundert freigelegt. Das Fundament der Westwand stammt von einem zweiten, frühromanischen Bau. Dieser wurde vermutlich im 12. Jahrhundert durch einen romanischen Neubau ersetzt, der wiederum im letzten Drittel des 15. Jahrhunderts einem gotischen Neubau weichen musste. 1553 brannte die Kirche, der Schaden scheint jedoch nicht groß gewesen zu sein.
Am 16. Juli 1777 legte Abt Pirmin Seidl von Fiecht den Grundstein für einen barocken Neubau, in dem schon ein Jahr später Gottesdienst gefeiert werden konnte. Am 5. Juli 1781 weihte der Brixner Fürstbischof Joseph von Spaur die Kirche und ihre drei Altäre. Der Neubau erfolgte unter Erhaltung des gotischen Chores und des gotischen Turmes. Baumeister war vermutlich Gabriel Singer aus Schwaz. 1991 wurde die Kirche renoviert.
Seit 1491 besteht in Weer eine Kaplanstiftung, aber erst ab 1946 wohnte ein ständiger Priester im Ort. 1956 wurde Weer zur eigenständigen Pfarre erhoben.

## Architektur

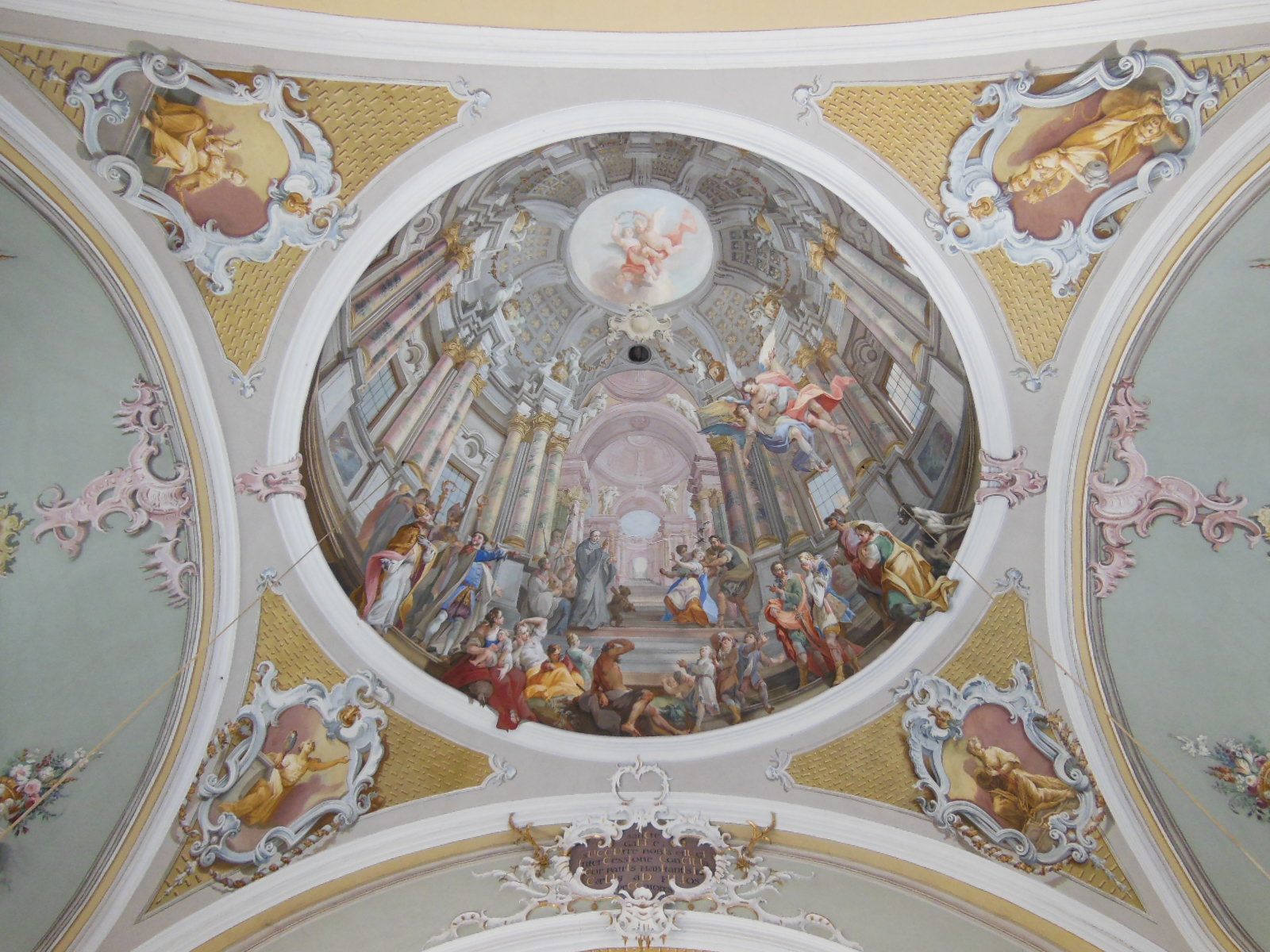
Mittleres Gewölbefresko Heilung eines Besessenen durch den hl. Gallus

Die Kirche ist von einem Friedhof umgeben.
Das schmucklose Kirchenäußere zeigt ein Langhaus ohne Gliederung mit Fenstern mit geschweiften Oberlichten, die zwei rotmarmornen rundbogigen Portale sind mit 1778 bezeichnet. Der eingezogene gotische Chor schließt mit einem Fünfachtelschluss. Der gotische Turm mit Schallfenstern trägt einen Spitzhelm, das Portal hat eine eiserne Tür um 1500.
An der Westwand des Turms steht ein lebensgroßes Kruzifix aus Marmor, das von Josef Miller im dritten Viertel des 19. Jahrhunderts geschaffen wurde.
Das Kircheninnere zeigt ein dreijochiges Langhaus als bemerkenswerten Rokoko-Raum, eine Holztonne mit Rocaille-Stuck ruht auf Rocaille-Kapitellen sowie Schmuck am Chorbogen mit einer Kartusche mit einer Inschrift zum hl. Gallus. 
Die Fresken in gemalten Flachkuppeln malte Franz Anton Zeiller 1779, im Chor die Verherrlichung Mariens durch die Vierzehn Nothelfer, im Langhaus der Bau des Klosters St. Gallen und die Heilung eines Besessenen durch den hl. Gallus. Die Gewölbezwickel sind mit Grisaillemalereien gestaltet. Sie zeigen im Chor die Allegorien von Glaube, Liebe und Hoffnung und die Darbringung der von Liebe entflammten Herzen, im Langhaus die vier Kardinaltugenden und die hll. Radegundis, Notburga, Isidor und Wendelin.

## Ausstattung

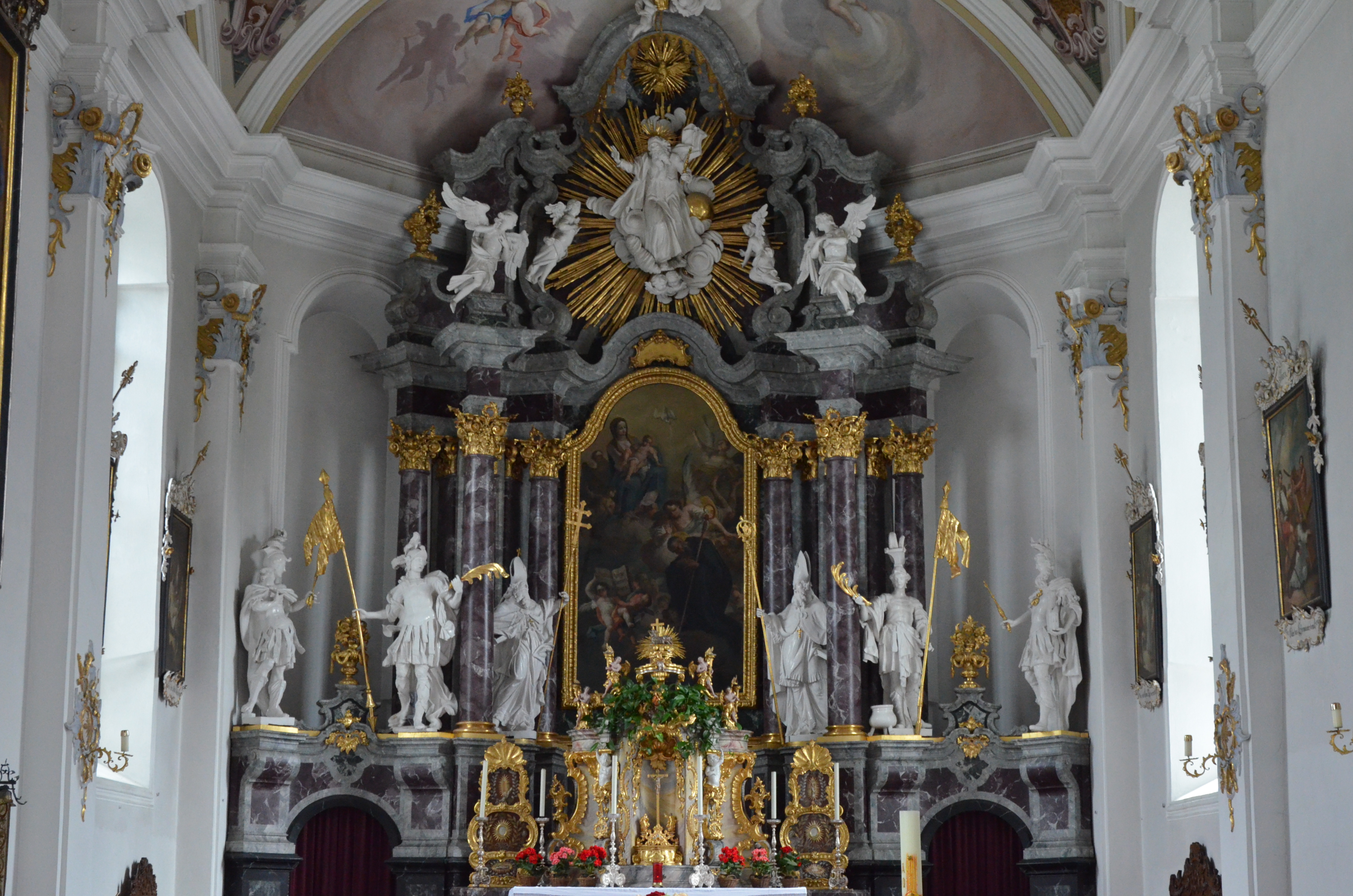
Hochaltar

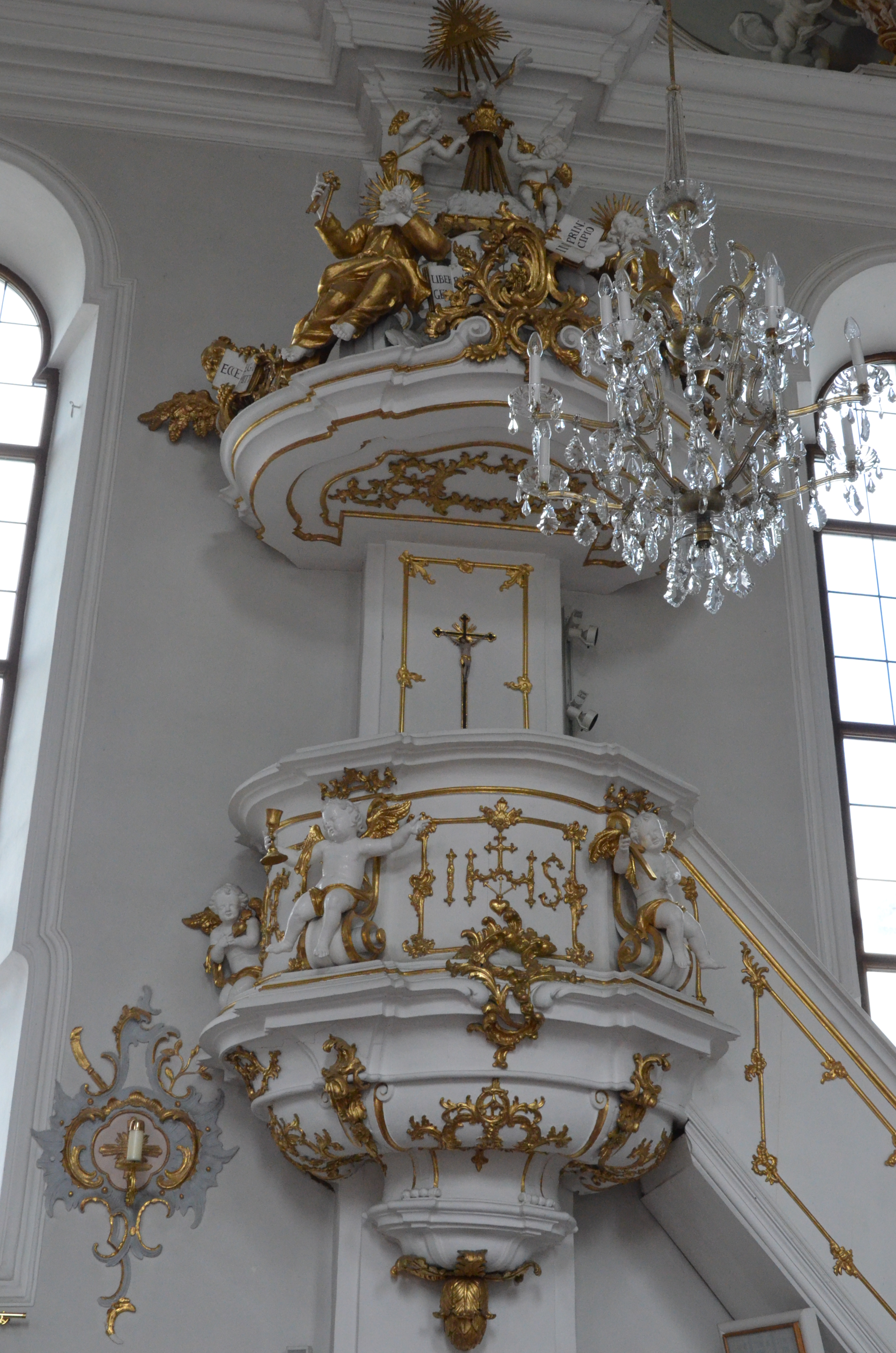
Kanzel

Der sechssäulige barocke Hochaltar von Josef Anton Renn zeigt den Einfluss des von Johann Schnegg geschaffenen Hochaltars der Pfarrkirche Götzens. Das Altarbild zeigt den hl. Gallus vor der Madonna mit dem Kind kniend, es wurde 1779 von Franz Anton Zeiller gemalt. Die in Polierweiß gefassten Statuen stellen, von innen nach außen, die hll. Ingenuin und Albuin, Florian und Vitus sowie Sebastian und Heinrich II. dar. Im Auszug schwebt Gott Vater im Strahlenkranz über Wolken, umgeben von Engeln und Putten. Der Tabernakel zeigt sich im Rokoko-Stil. 
Die Seitenaltäre wurden von Josef Anton Renn mit Unterstützung seines Schülers Johann Giner d. Ä. geschaffen. Das Altarblatt des rechten Seitenaltars zeigt die hll. Ulrich und Heinrich II., es stammt vermutlich aus der Werkstatt Anton Kirchebners. Es wird von Statuen der hll. Barbara und Katharina flankiert. Das Altarbild des linken Seitenaltars mit Darstellung der hll. Andreas, Alexius und Sebastian stammt von einem unbekannten Künstler. Die flankierenden Statuen zeigen die hll. Petrus und Paulus.
Die Rokoko-Kanzel ist vermutlich ein Werk von Josef Stapf. Der schwungvoll profilierte, stark eingezogene Korb ist mit feingliedrigem Laub- und Schnörkelwerk geschmückt und trägt drei Putten als Allegorien von Glaube, Hoffnung und Liebe. Auf dem Schalldeckel sitzen die vergoldeten Figuren von Petrus und Paulus, neben sich die geschnitzten Symbole der vier Evangelisten. Im Zentrum befindet sich das Lamm Gottes auf dem Buch mit sieben Siegeln über den Gesetzestafeln, darüber eine Krone und ein von der Taube des Heiligen Geistes ausgehender Gnadenstrahl, bekrönt vom Auge Gottes.
Den Kreuzweg im Stil des Frühklassizismus schuf Josef Schmutzer 1780. 
Das Rokoko-Orgelprospekt auf der geschwungenen Empore stammt vermutlich von Josef Stapf. Bei der Erweiterung des Gehäuses 1920 wurde ein Werk von Karl Reinisch eingebaut.